# Lehramtsstudium
Als Lehramtsstudium wird die wissenschaftliche und schulpraktische Ausbildung von Studenten bezeichnet, die zu einer Qualifizierung für den Lehrerberuf an Schulen führen soll. Ähnlich wie in anderen Studiengängen (etwa dem Medizinstudium) werden die wissenschaftlichen Grundlagen in einer ersten Phase an einer Universität oder gleichgestellten Wissenschaftlichen Hochschule gelegt. In einer zweiten Phase folgt dann eine schulbezogene, sogenannte „schulpraktische“ Ausbildung, die in Studienseminaren und in Verbindung mit Schulen stattfindet. Die Ausbildungsabschnitte werden in der Regel mit dem Ersten (wissenschaftlichen) und dem Zweiten (schulpraktischen) Staatsexamen abgeschlossen. In Niedersachsen gibt es seit 2010 eine Sonderregelung gemäß der §§ 8 und 13 Absatz 1 NLVO-Bildung. Die Länge des Lehramtsstudiums und seine didaktische und inhaltliche Ausgestaltung ist von dem Zuschnitt auf die gewählte Schulform und Schulstufe abhängig.

## Deutschland
In Deutschland werden inhaltlich Fachstudien, Fachdidaktik und erziehungswissenschaftliche Studienanteile miteinander gekoppelt und um Praxisanteile in Form von Schulpraktika ergänzt. Die Anteile der Fachwissenschaften und der Erziehungswissenschaften variieren je nach Land und angestrebter Schulart. Das Lehramtsstudium beinhaltet in der Regel mindestens zwei Studienfächer und kann – je nach Land bzw. Hochschule – als grundständiges Studium (mit Grund- und Hauptstudium), das mit dem Ersten Staatsexamen abschließt, oder als gestuftes Studium (mit Bachelor- und Master-Abschluss) absolviert werden. In einigen Ländern muss für Kunst oder Musik, teilweise auch für Religionslehre, kein weiteres Fach studiert werden. In Sonderpädagogik wird in der Regel kein Fach, sondern werden eine oder zwei sonderpädagogische Fachrichtungen (z. B. Sehbehindertenpädagogik oder Pädagogik der Erziehungshilfe) studiert.
Während die meisten Bundesländer das Erste Staatsexamen für Lehrämtler in den letzten Jahren abgeschafft und durch den Master of Education ersetzt haben, endet das Lehramtsstudium in Bayern, Hessen, Mecklenburg-Vorpommern und Sachsen nach wie vor mit einer Staatsprüfung.
Näheres zu den einzelnen Fächern findet sich unter den Artikeln zu den Fachstudien, z. B. Mathematikstudium und Physikstudium.

### Schulformen, Schulstufen
Neben den Fächern unterscheiden sich Lehramtsstudiengänge auch nach Schulformen bzw. -stufen. Dabei hat jedes Land eigene Ausbildungsvorschriften erlassen, auch die Unterteilung der Lehrämter ist sehr unterschiedlich. Die größten Gemeinsamkeiten gibt es noch beim Gymnasial- oder Sekundarstufe-II-Lehramt, für das die Ausbildung prinzipiell an Universitäten stattfindet. Die übrigen Lehrämter werden in den meisten Ländern ebenfalls an Universitäten, in Baden-Württemberg jedoch an Pädagogischen Hochschulen ausgebildet.

### Fachbindung, mögliche Fächerkombinationen
In zahlreichen deutschen Ländern existieren gesetzliche Vorgaben zu den möglichen Fächerkombinationen in Lehramtsstudiengängen, die über die Vorschriften und das Angebot der einzelnen Hochschulen hinaus die möglichen Fächerkombinationen weiter einschränken.
In Bayern sind die möglichen Fächerkombinationen in der Lehramtsprüfungsordnung I (LPO I) im Einzelnen geregelt.
In Brandenburg können derzeit gemäß Lehramtsprüfungsordnung (LPO) nur die Fächer Geschichte und Politische Bildung, Lebensgestaltung-Ethik-Religion (LER), sowie Russisch und Polnisch nicht miteinander kombiniert werden, beim Lehramt für Grundschulen und Sekundarstufe I außerdem auch nicht die Fächer Mathematik und Informatik sowie LER und Geschichte. Mit der Neufassung des Brandenburgischen Lehrerbildungsgesetzes, die im Sommer 2013 in Kraft treten soll, ist jedoch beabsichtigt, in den einzelnen Lehrämtern eine Kernfachbindung analog der von Nordrhein-Westfalen einzuführen.
In Nordrhein-Westfalen wurde mit der 2009 durch das Kabinett Rüttgers erlassenen Lehramtszugangsverordnung (LZV) eine Kernfachbindung eingeführt: Eins der gewählten Studienfächer beim Studium des Lehramts für Haupt- und Realschulen muss eines der Kernfächer Biologie, Chemie, Deutsch, Englisch, Geschichte, Mathematik, Physik, Evangelische Religionslehre, Katholische Religionslehre oder Sozialwissenschaften sein. Beim Lehramtsstudium für Gymnasien und Gesamtschulen hat das Bildungsministerium die Fächer Biologie, Chemie, Deutsch, Englisch, Französisch, Geschichte, Latein, Mathematik, Physik, Evangelische Religionslehre, Katholische Religionslehre und Spanisch zu Kernfächern deklariert. Für das Lehramt an beruflichen Schulen sind ebenfalls bestimmte Kombinationen ausgeschlossen. Beim Lehramtsstudium der Fächer Musik und Kunst ist dagegen kein zweites Fach erforderlich. Die rot-grüne Landesregierung des Kabinetts Kraft I behielt diese Regelung bei, sodass die Kernfachbindung zum Wintersemester 2011 erstmals in Kraft trat.
Das Saarland regelt die möglichen Fächerkombinationen im Wesentlichen über die Prüfungsordnung und die Studienordnung der Hochschulen des Landes. Vorgaben betreffen hauptsächlich das Lehramt an beruflichen Schulen, für das eine Kombination aus einem beruflichen und einem allgemeinbildenden Fach vorgeschrieben ist. Zudem muss das Fach Informatik für Gymnasien und Gesamtschulen in der Regel mit dem Fach Mathematik kombiniert werden.

### Reformen
In jüngster Zeit haben manche Hochschulen damit begonnen, spezielle psychologische Eignungstests für Lehramtsstudenten einzuführen, etwa die Universität Kassel und die Leuphana Universität Lüneburg. An anderen Hochschulen wird derzeit diskutiert und geforscht, inwieweit solche Eignungstests möglich sind und wie sie gestaltet sein müssen. Auch unter Bildungspolitikern gibt es immer mehr Befürworter von Eignungstests für angehende Lehramtsstudenten. Im Juni 2009 wurde vom Wissenschafts- und vom Kultusministerium Baden-Württemberg ein freiwilliger Orientierungstest im Internet bereitgestellt und zugleich vermeldet, dass ein derartiger Test spätestens ab 2011 für alle Lehramtsstudenten in Baden-Württemberg obligatorisch zur Hochschulzulassung vorgeschrieben sein wird.
Ein verpflichtendes phoniatrisches Gutachten für angehende Lehrer, ob sie stimmlich und sprechtechnisch in der Lage sind, den Lehrberuf dauerhaft auszuüben, wie es immer wieder gefordert wurde, etwa von der Deutschen Gesellschaft für Sprechwissenschaft und Sprecherziehung, ist hingegen bisher nicht realisiert worden, obwohl es Studien gibt, denen zufolge 40 Prozent der Lehramtsstudenten Stimmauffälligkeiten aufweisen. Allein die Universität Leipzig verlangt inzwischen ein entsprechendes Gutachten. Außerdem hat die Universität des Saarlandes in Saarbrücken einen Sprecheignungstest (SET) für Lehramtskandidaten eingeführt. Dass die meisten Lehramtsstudiengänge die stimmliche Belastung des Lehrerberufs überhaupt nicht berücksichtigen, ist erstaunlich angesichts des Umstandes, dass Stimmstörungen seit langem als typische Lehrerkrankheit gelten.
In den meisten Ländern wird derzeit im Zuge des Bologna-Prozesses eine Umstellung auf das gestufte Studium vorgenommen, obwohl mit dem Bachelor ein  Abschluss erreicht wird, der zwar grundsätzlich berufsqualifizierend, jedoch für eine Zulassung zum Vorbereitungsdienst nicht ausreichend ist. In Bayern zählt laut Bayerischem Hochschulgesetz auch bereits die Erste Staatsprüfung für ein Lehramt als berufsqualifizierend. In manchen Ländern wurde die Erste Staatsprüfung inzwischen abgeschafft und durch den Master of Education ersetzt. In Sachsen hingegen, wo die universitäre Lehramtsausbildung bereits 2006 auf ein Bachelor-/Master-Modell umgestellt worden war, ist man seit 2012 wieder zur Ersten Staatsprüfung zurückgekehrt, wobei hier die für Bologna-Studiengänge typische Modularisierung beibehalten wurde.

### Lehrerausbildung in Zahlen
Im Wintersemester 2017/2018 studierten rund 236.000 Personen in einem Lehramtsstudiengang. Das entspricht knapp 8 Prozent aller Studierenden, deren Zahl das Statistische Bundesamt mit rund 2,84 Mio. angibt. Knapp 7 % der Studienanfänger (insgesamt rund 437.000) entschieden sich für ein Lehramtsstudium. Am beliebtesten waren bei den „Lehrämtlern“ die Geisteswissenschaften, erst mit einigem Abstand folgten Mathematik und Naturwissenschaften.
Dennoch herrscht (Stand 2018) Lehrermangel. Nach einer Prognose von Die Zeit fehlen bis 2025 etwa 200.000 Lehrer. Nach einem Bericht der Kultusministerkonferenz gibt es 2015 rund 787.000 hauptberuflich tätige Lehrkräfte in Deutschland und bis 2025 einen durchschnittlichen jährlichen Einstellungsbedarf von rund 25.000 Lehrern. Rechnerisch würden dann genügend Lehrkräfte zur Verfügung stehen, doch nicht unbedingt für die gewünschten Fächer oder Schularten. Es gibt auch ein regionales Ungleichgewicht, vor allem in den östlichen Bundesländern ist der Mangel gravierend.

### Stimmbildung und Sprecherziehung für Lehramtskandidaten
An einigen Hochschulen wird Sprecherziehung gar nicht angeboten. Es gibt aber auch Hochschulen, die Sprecherziehung obligatorisch für alle Lehramtsstudierenden des Faches Deutsch anbieten. Wiederum bieten manche Universitäten Sprecherziehung für alle Lehramtsstudiengänge und teils sogar als eigenes Modul an. Darüber hinaus ist Sprecherziehung an bestimmten Hochschulen auch in Lehrgebieten der mündlichen Kommunikation, Sprachlaboren sowie Schlüsselkompetenzzentren und -modulen zu finden. Insgesamt sind es sieben Hochschulen, die Sprechwissenschaft und Sprecherziehung auch als eigenständige akademische Studiengänge oder als Schwerpunkt/Spezialisierung in anderen Studiengängen anbieten.
| Hochschule                                            | Studiengang                                                                 | Abschluss                                                        |
| ----------------------------------------------------- | --------------------------------------------------------------------------- | ---------------------------------------------------------------- |
| Universität des Saarlandes                            | Germanistik mit Schwerpunkt in Sprechwissenschaft und Sprecherziehung       | Master                                                           |
| Universität des Saarlandes                            | Sprecherziehung                                                             | Sprecherziehung für Lehramtsstudierende des Faches Deutsch       |
| RWTH Aachen                                           | Sprecherziehung                                                             | Sprecherziehung für Lehramtsstudierende des Faches Deutsch       |
| Universität Leipzig                                   | Sprecherziehung                                                             | Sprecherziehung u. a. für Lehramtsstudierende des Faches Deutsch |
| Technische Universität Dresden                        | Sprecherziehung                                                             | Sprecherziehung für Lehramtsstudierende des Faches Deutsch       |
| Ruprecht-Karls-Universität Heidelberg                 | Sprecherziehung                                                             | Sprecherziehung u. a. für Lehramtsstudierende des Faches Deutsch |
| Hochschule für Musik und Darstellende Kunst Stuttgart | Sprecherziehung und Sprechkunst, Mediensprechen, Sprechkunst, Rhetorik      | Bachelor / Master                                                |
| Friedrich-Schiller-Universität Jena                   | Sprechwissenschaft und Phonetik                                             | Bachelor                                                         |
| Martin-Luther-Universität Halle-Wittenberg            | Sprechwissenschaft                                                          | Bachelor / Master                                                |
| Philipps-Universität Marburg                          | Speech Science mit Spezialisierung in Sprechwissenschaft                    | Master                                                           |
| Universität Regensburg                                | Speech Communication and Rhetoric in Sprechwissenschaft und Sprecherziehung | Weiterbildungsmaster                                             |
| Universität Koblenz-Landau, Campus Landau             | Sprechwissenschaft, Sprecherziehung                                         | Magister / Zusatzstudiengang                                     |

### DDR
Für die Situation in der DDR siehe die Artikel Bildungssystem in der DDR, Diplomlehrer und Unterstufenlehrer.

## Österreich
Ein Lehramtsstudium für das Lehramt an höheren Schulen dient „der fachlichen, der fachdidaktischen und der pädagogisch-wissenschaftlichen oder wissenschaftlich-künstlerischen Berufsvorbildung unter Einschluss einer schulpraktischen Ausbildung“. Die Lehrerstudenten für Volksschulen und Mittelschulen (ehemals NMS) studieren an Pädagogischen Hochschulen praxisorientiert und können sofort nach dem Erwerb des Bachelor of Education unterrichten. Die Lehramtsstudierenden der Sekundarstufe Berufsbildung studieren ebenfalls an Pädagogischen Hochschulen in einem berufsbegleitend organisierten Studium. Die Lehrerstudenten für Gymnasien studieren hingegen an Universitäten und haben größere fachwissenschaftliche Anteile in ihrem Studium. Die für Gymnasiallehrer obligatorische Einführung in das praktische Lehramt dauert in Österreich nur ein Jahr und ähnelt dem deutschen Referendariat.

### Reform des Lehramtsstudiums
Im Juni 2013 wurde eine grundlegende Reform der Lehramtsstudien beschlossen, mit denen die bisherigen Diplomstudien ins Bachelor/Master-System überführt wurden. Das Bachelorstudium hat eine Regelstudienzeit von acht Semestern und umfasst 240 ECTS-Punkte, das Masterstudium wird mindestens zwei Semester dauern und 60 ECTS umfassen für Volksschulen, bzw. mindestens 3 Semester dauern und 90 ECTS umfassen für Gymnasien und Mittelschulen. Ebenso wird die Ausbildung nicht mehr nach Schultypen gegliedert sein, sondern nach Schulstufen.
An der Universität Salzburg und am Mozarteum Salzburg wurden bereits zum Wintersemester 2013 neue Studiengänge eingeführt.

## Schweiz
In der Schweiz werden „Lehrpersonen für Kindergarten und Primarschule“ an Pädagogischen Hochschulen ausgebildet. Auch das „Studium zur Lehrperson Sekundarstufe I“ ist dort möglich. An einigen Pädagogischen Hochschulen kann auch ein „Lehrdiplom für Maturitätsschulen“ erworben werden. Insgesamt ist das Lehramtsstudium, wie das gesamte Bildungswesen in der Schweiz, von Kanton zu Kanton sehr verschieden. Ab Herbst 2009 wird das Lehramtsstudium in der ganzen Schweiz vereinheitlicht, sodass nur noch eidgenössisch anerkannte Studiengänge nach dem Bologna-System angeboten werden.